# 狄高棲
狄高棲（1944年2月20日—1999年7月9日），加拿大經濟學家、政治人物，加拿大進步保守黨籍。
1944年生於渥太華。1976年任加拿大諮議局主席兼行政總監。1978年任加拿大下議院議員，代表渥太華中心選區。1979年因落選未能連任。同年6月5日獲總理祖·卡勒委任為加拿大上議院議員，以出任工業、貿易及商業部長。1980年辭職以競選下議院議員，但落選。1984年再次當選下議院議員，並獲總理梅龍尼委任為加拿大庫務委員會主席。1990年任環境部長。1991年任加拿大國務卿。1993年1月退休。1999年於渥太華逝世，享年55歲。

## 外部連結
- 狄高棲 – 加拿大国会传记
- Robert de Cotret fonds, Library and Archives Canada